# الصريح (إب)

تعديل مصدري - تعديل

الصريح محلة تابعة لقرية الساكن، التابعة لعزلة ميتم بمديرية إب إحدى مديريات محافظة إب في الجمهورية اليمنية.، بلغ تعداد سكانها 126 حسب تعداد اليمن لعام 2004.